# ذات الرداء الأبيض
ذات الرداء الأبيض (بالإنجليزية: The Woman in White)‏ هي خامس رواية نشرت للكاتب الإنجليزي ويلكي كولينز، وكتبت في 1859. وتعتبر من بين أولى الروايات البوليسية وتعتبر أيضا إحدى من أوائل أدب «الروايات الحسية» وأرقاها.
وباعتبارها مثالا مبكرا عن أدب الغموض حيث يستخدم البطل، والتر هارترايت، العديد من تقنيات التجسس التي استخدمت في أدب المباحث اللاحق. وقد روى كولينز في الرواية عن طريق عدة رواة معتمدا على تدريبه القانوني، وكما يشير بنفسه في الديباجة: «القصة المقدمة هنا ستروى من أكثر من قلم واحد، كما تروى قصة جريمة ضد القانون في المحكمة من أكثر من شاهد». في عام 2003، وضع روبرت ماكروم من جريدة ذا اوبزيرفر هذه الرواية في المركز 23 في «أعظم 100 رواية على الإطلاق»، وتم وضعها في المركز 77 على استبيان بي بي سي بعنوان القراءة الكبرى.

## روابط خارجية
- ذات الرداء الأبيض على موقع الموسوعة البريطانية (الإنجليزية)